# DS-U2-IK
DS-U2-IK foi um modelo de satélites artificiais soviético dedicado ao estudo da ionosfera terrestre.
Ao todo foram lançados sete satélites da série DS-U2-IK, três a partir da base de Kapustin Yar (com foguetes Kosmos-2I) e os demais (com foguetes Kosmos-3M) a partir do Cosmódromo de Plesetsk.
Os sete satélites da série DS-U2-IK fziam parte do Programa Interkosmos de cooperação internacional entre a União Soviética e outros países. Os satélites foram construídos pelo escritório de design de Yuzhnoye, com variações introduzidas pelo VF Chutkin e VS Budnik para esta série em particular.

## Histórico de lançamentos
| Data                              | RPlataforma de lançamento | Carga          | Resultado | Notas                                        |
| --------------------------------- | ------------------------- | -------------- | --------- | -------------------------------------------- |
| 7 de agosto de 1970, 2:59 GMT     | Kapustin Yar              | Interkosmos 3  | Êxito     | Primeiro lançamento de um satélite DS-U2-IK. |
| 2 de dezembro de 1971, 8:25 GMT   | Kapustin Yar              | Interkosmos 5  | Êxito     |                                              |
| 19 de abril de 1973, 10:19 GMT    | Kapustin Yar              | Interkosmos 9  | Êxito     |                                              |
| 30 de outubro de 1973, 19:00 GMT  | Cosmódromo de Plesetsk    | Interkosmos 10 | Êxito     |                                              |
| 31 de outubro de 1974, 10:00 GMT  | Cosmódromo de Plesetsk    | Interkosmos 12 | Êxito     |                                              |
| 27 de março de 1975, 14:30 GMT    | Cosmódromo de Plesetsk    | Interkosmos 13 | Êxito     |                                              |
| 11 de dezembro de 1975, 17:00 GMT | Cosmódromo de Plesetsk    | Interkosmos 14 | Êxito     | Último lançamento de um satélite DS-U2-IK.   |